# シーズン (テレビ)
シーズン（英語：season）、テレビシーズン（television season）は、あるテレビ番組が1年間のうちある期間に放送されるとき、その間に放送されるエピソードのセットのこと。日本では期と訳すことがある。
アメリカ・カナダ・オーストラリアで使われる用語で、イギリスではシリーズ（series）という。一方、アメリカでシリーズといえば、複数のエピソードを有する番組のことで、番組（programまたはshow）とほぼ同義である。少ないエピソード数で完結する連続番組（だいたい3〜10時間程度）はミニシリーズ（mini series）と呼ばれる。なお、日本でいう（番組・作品の集合を意味する）シリーズは、英語ではフランチャイズ（franchise）と呼ばれる。
1シーズンのエピソード数は1桁から40近くまでさまざまで、国・時代・放送形態によっても異なる。現在のアメリカの場合、地上波番組は「フル・シーズン」が22エピソードとされているが、番組やシーズンによって若干異なることがある。
最近は日本でも、主にCS放送独自制作のバラエティ番組において、休止期間を挟みつつ継続して制作されるタイプの番組が「シーズン」の語を用いるケースが出てきている（例：『ゲームセンターCX』、『お台場お笑い道』、『ダチョ・リブレ』など）。近年では「期」に替わる語として、テレビドラマでも用いるケースがある（例：『相棒』など）。「シリーズ」の語についても、イギリスと同じ用法で使われるケースが増えている（例：『救命病棟24時』など）。
テレビアニメにおいては「期」が使われることが多い。アニメ作品の続編が制作された場合、初代の作品とは違った作品名が付けられることが通例である（例：『けいおん!』と『けいおん!!』など）が、ファンの間では最初の作品を「1期」、続編を「2期」と呼ぶことが普通にあり、制作側、すなわち公式でもそのような呼称を用いることがある。続編がさらに制作されれば「3期」「4期」などと続くが、4期以上ある作品は稀である。ガンダムシリーズなどは多数の作品があるが、それぞれ登場するキャラクターが異なる等の理由から、まとめて「シリーズ」という解釈であり、1つ1つの作品を「期」という単位で数えることは一般的ではない。

## アメリカでのシーズン

### シーズンの流れ
アメリカやヨーロッパ諸国では学校制度やスポーツ行事を始め、年度の始まりがほぼ9月からとなっているため、テレビの通常シーズンも9月に始まり、5月頃には1シーズン分の放送が終了する。つまり、テレビにも夏休みがあり、その間はプライムタイムでもリピート放送（再放送）が中心となる。アメリカの各ネットワークは、視聴率・視聴者数の集計を行っているニールセン社のスケジュールに合わせて番組編成を行う。ニールセン社はメモリアルデーの前週の水曜日（5月下旬）をテレビシーズンの最終日としており、そこから逆算してシーズン開始日（通常は木曜日）を決定している。なお、この間は約8か月あるが、特別番組やスポーツ中継などが挟まれるので、通常番組の新エピソードの放送期間は通算して半年に満たない。
休暇のために視聴者数が減少しがちな12〜1月や、3〜4月頃には、リピート放送が慣習的に行われる。「半年分を制作、残りの半年に再放送」するのは、番組制作会社にとっては1回分に多くの制作費をかけられる、視聴者にとっては見逃した話を再放送で見ることができるメリットがある、ともいわれている。
テレビシーズンそのものは前述の通り、5月下旬に終了するが、番組によってはもっと早く終わることもある。
ちなみに、ニールセン社のシーズン集計はリピート放送を含む、シーズンを通しての数値である。

### The Sweeps
ニールセン社が最も重視する期間が11月、2月、5月頃に、それぞれ4週間あり、「The Sweeps」「sweeps period」などと呼ばれる（以下、「スウィープス期間」）。
スウィープス期間はスポンサーも注目しているため、各ネットワークとも、特に面白い（はずの）エピソードを集中的に放送したり、特別ゲストを出演させたり、人気番組の拡張版や特別番組を放送するなどして工夫を凝らす。また、スウィープス期間向けのポスターや特別広告なども作られる。
スウィープス期間には、基本的にリピート放送は行われない。なお、11月までに満足な成績を挙げられない新番組の場合、スウィープス期間に小休止となり、そのまま再開されないケースもある。
2月のスウィープス期間には、4年毎に冬季オリンピック中継が入るため、NBC以外の各ネットワークは逆にリピート放送を増やすなどして対応する。アカデミー賞授賞式の中継も通常、2月のスウィープス期間に行われるが、冬季オリンピックがある年だけは開催日を3月初旬頃にずらして、衝突を避ける。
メモリアルデーの週末は、ハリウッド映画業界にとって一番の稼ぎ時である夏の始まりになるため、5月のスウィープス期間終了とともに、テレビシーズンも終了する。

### ミッドシーズン
各ネットワークとも、通常の22エピソードの半分程度またはそれ以下しか作られないミッドシーズン番組（midseason replacement）を用意している。これらは主に、新番組が低調で打ち切られたり、放送が一時休止した時のための予備番組である。おおむね、12〜1月頃、または3〜4月頃から放送が始まるが、先発の新番組が早々に打ち切られた場合は早めに始まることもある。次のシーズンが作られるかどうかは成績次第である。
連続ドラマの場合、リピート放送や小休止をはさまずにシーズン全話を一気に放送するため、エピソード数を増やしたり、あえてミッドシーズンに開始する作品もある。
リアリティ番組の場合、週2〜3回放送され、半シーズン（half season）で結末が出る（勝者が決定する）ため、ミッドシーズン開始が多い。ただし、秋シリーズと春シリーズというように、同シーズン中に2回のコンテストが行われるリアリティ番組もある。

### 夏季
夏休み期間中は、前述の通り、リピート放送が中心だが、近年では「夏も新しいコンテンツが見たい」という視聴者の要望に応える形で、比較的低予算の夏向けリアリティ番組が製作されており、そういう番組の中から通常シーズンに出世する番組もある。

### アップフロント・プレゼンテーション
アメリカのテレビ業界では、次のシーズン（9月頃開始）の番組スポンサーを募るため、各ネットワークが5月の第3週、つまりシーズン終了直前にアップフロント・プレゼンテーション（en:Upfront）を行う。新番組だけでなく、現行の番組が継続されるか否かもアップフロントで正式発表となり、新シーズン向けの販促用キャスト写真などが公表される。
しかし、シーズンの撮影はだいたい3〜4月に終了するため、撮影時点では「継続か打ち切りか」が決まっていない番組も多い。そのため、番組によっては、最終回ともシーズン・フィナーレとも取れるエピソードを製作したり、あるいは両パターンを用意しておいたり、一部のシーンを差し替えたりして放送することがある。
また、「来シーズンは仕事がないかもしれない」と危惧するレギュラー出演者たちが新番組のオーディションに参加できるよう、3月頃までに打ち切りを発表する番組もある。逆に、継続が危ぶまれている番組のレギュラー出演者が新番組のオーディションに参加すると、「やはり打ち切りらしい」という憶測を生むことがある。
2012 - 2013年シーズン向けのアップフロント・スケジュール
※開催地はニューヨーク市。
- NBC系列 - 2012年5月14日（午前）
- FOX系列 - 2012年5月14日（午後）
- ABC系列 - 2012年5月15日（午後）
- CBS系列 - 2012年5月16日（午後）
- The CW系列 - 2012年5月17日（午前）

### 新番組
新番組の場合、まずパイロット版（第1話）が製作され、採用されれば第6話まで発注され、初期の視聴率（特に第2話以降）が良ければ第13話まで追加、そして最終的に第22話まで（フル・シーズン）が製作されるというパターンが通常である。ちなみに、最後の9話（第14〜22話）は、ゴルフの後半ラウンドに譬えて「back nine（バック・ナイン）」と呼ばれ、「フルシーズン製作決定」の代名詞として、しばしば見出しなどで使用される。
5月のアップフロント・プレゼンテーションに間に合わせるため、新番組のパイロット版は12月〜3月頃までに製作され、4月頃までに選考が行われる。そこから逆算して、脚本は11月頃までに仕上がっていなければならない。パイロット版の製作費は、ネットワークや大手製作会社から出るが、最初からスポンサーが決まっている場合もある（タイアップ企画など）。なお、経費削減のため、パイロット版の製作以前に、脚本家（企画者）や製作会社がネットワークに対してプレゼンを行う場合もある。また、他のプロデューサーを引き入れて強化を図ったり、パイロット版の製作中または製作後にキャスティングをやり直すこともある。
なお、2007〜2008年シーズンは、全米脚本家組合ストライキの影響により、現行番組のエピソード数が減っただけでなく、次シーズン向けのパイロットの総数も減少した。

### 番組の区切り
番組の区切りとして、最初のシーズンを「The First Season（ファースト・シーズン）」と呼び、セカンド、サードと続く。「シーズン1」や「第1期」などと表記されることもある。また、（必ずしもシーズンの区切りとは一致しないが）「チャプター」など、独自の名称を用いる番組もある。
数シーズンにもわたって物語を繋いでいく大河作品の場合、各シーズンの最終話（シーズン・フィナーレ）で大事件が起きたり、いかにも思わせぶりな伏線を披露したりなど、次のシーズンに期待を持たせる展開でシーズンを締めくくる場合が多い（クリフハンガー）。ところが、人気の低迷やトラブルなど様々な理由によって次のシーズンが製作されなくなってしまう場合もあり、視聴者に欲求不満を残す形で未完になってしまっている作品も過去に数多く存在する。逆に、完結したはずの番組が継続されることもある。
複数国で番組を放映する場合、国によって各シーズンの区切りが異なったり、一部シーズンが放映されなかったりすることがある。たとえば、『THE TRANSFORMERS』はアメリカでは4シーズンに分かれているが、日本では第1〜2シーズンが第1シーズン、第3シーズンが第2シーズンという扱いになっており、第4シーズンは放映されていない。